# Banisteriopsis caapi
Banisteriopsis caapi là một loài thực vật có hoa trong họ Malpighiaceae. Loài này được (Spruce ex Griseb.) Morton mô tả khoa học đầu tiên năm 1931.

## Hình ảnh

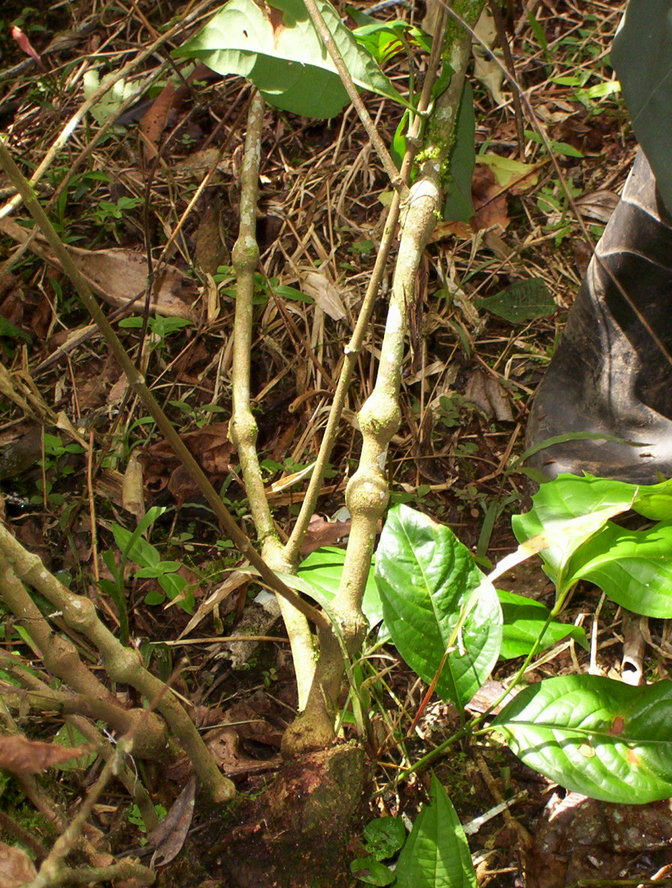
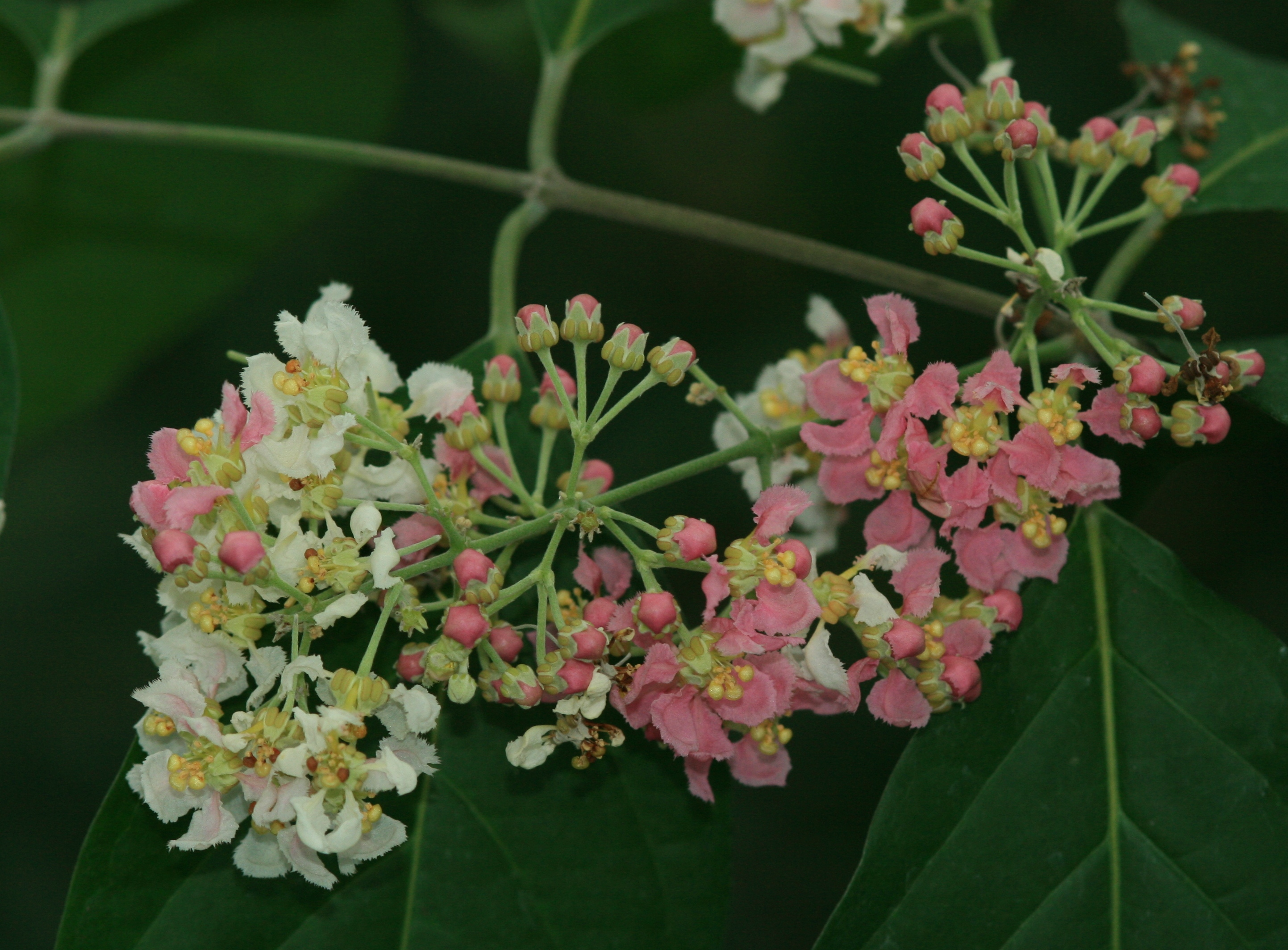